# 公正証書

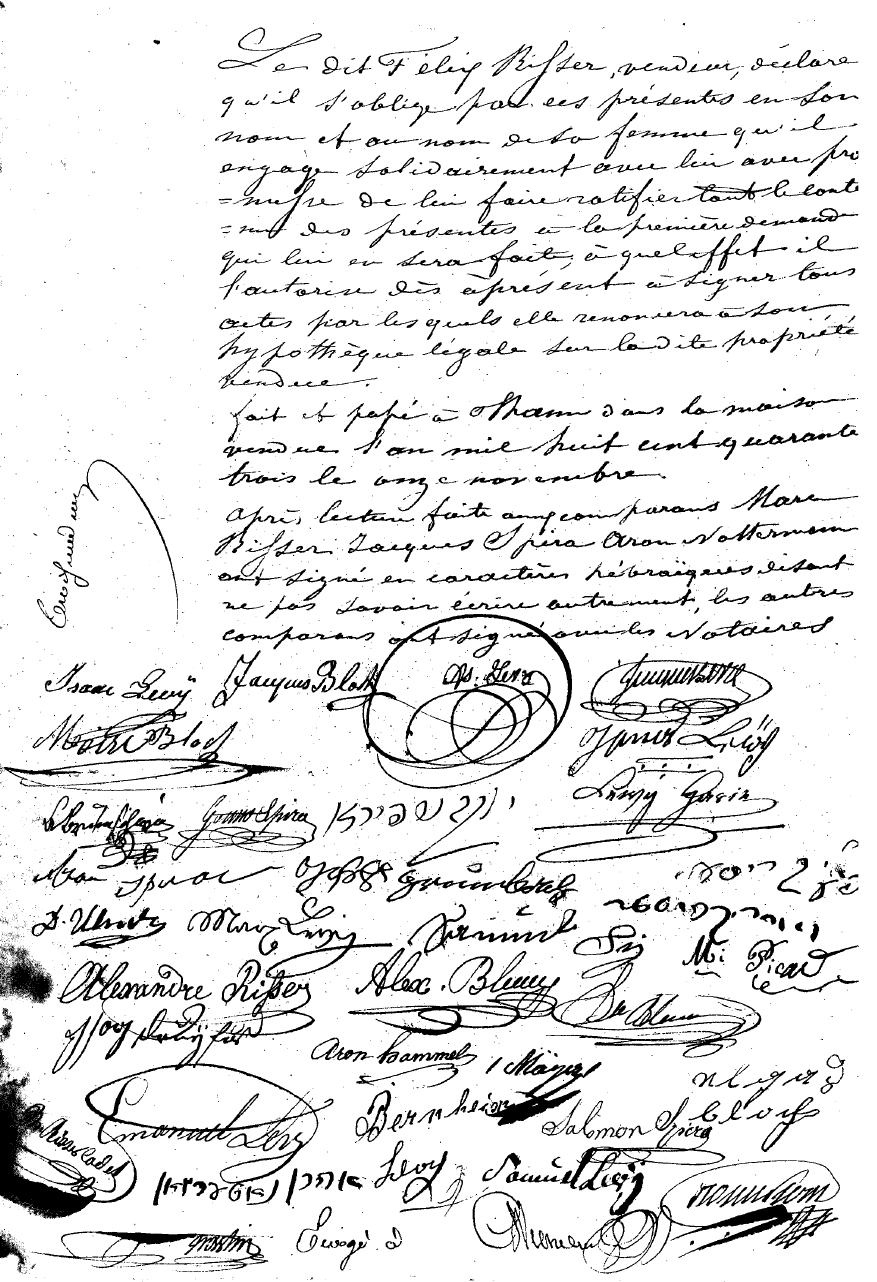
タンのシナゴーグ（フランス・タンにあるシナゴーグ（会堂））で発行された文書（1849年）

公正証書（こうせいしょうしょ、英：notarial deed、独：notariellen Beurkundung、仏：acte notarié、韓：공정 증서）とは、ある人が法的に意味のある行為をしたという事実を証明する文書であって、そのような証明文書を作成するために必要な公的資格を持つ専門家（公証人 notary public）が、行為者の依頼に基づく職務として作成するものをいう。なお、日本語の「公正証書」には「公務員が作成する証明文書」という広い意味もあるが（例えば、日本の刑法157条。フランス語の公署行為 acte authentique に近い。）、本稿では公証人が作成する公正証書のみを説明する。

## 概要
公証人の資格要件、職務範囲、人数、社会的地位などは法域ごとに様々であるが、大別すると、ラテン系公証人制度を採用する法域（日本、韓国、ドイツ、フランス、イタリア、ギリシャ、スペイン、メキシコなど）の公証人は、公正証書を作成することを主要な職務の一つとし、アメリカ合衆国（ルイジアナ州及びプエルトリコを除く。）などの公証人は、認証 certification（他人が作成した文書を、確かにその他人が作成したと証明すること）に特化している。非英語圏では「公正証書」に当たる語の英訳として notarial act を当てることも多く、現にこの辞典の日本語版、スペイン語版、フランス語版、ポルトガル語版なども言語間リンクを英語版の Notarial act との間に設定している。しかし、notarial act には正式書式 public form と簡約書式 private form とがあるという説明が一般的であり、このうち簡約書式の notarial act は他人が作成した文書を引用添付する方法で作成されるから、日本語でいう公正証書というよりは、むしろ認証に近い。そこで本記事では、公正証書の英語訳として notarial deed を当てる。
公正証書は、公的資格を持つ専門家である公証人が作成した証明文書であり、原本を当事者から中立の公証人が保管するため、行為の存否や瑕疵の有無が争われる危険性が低い。つまり、「契約に関わっていない」、「検討不十分なまま契約をした」、「誤解をしたまま契約をした」、「脅されて契約をした」、「日付が不正確である」などの主張は覆される可能性が高いため、そもそもそのような主張が出ないことが多い。つまり、公正証書は事実上（時には法律上）高い証明力を有している。
公正証書として代表的なものは、契約公正証書、遺言公正証書、事実実験公正証書（じじつじっけんこうせいしょうしょ）である。契約公正証書とは、当事者間の契約内容を記載した公正証書である。遺言公正証書とは、遺言者の遺言内容を記載した公正証書であって、当該法域で正規の方式の遺言と認められるものである。事実実験公正証書とは、公証人が自ら体験した事実を記載した公正証書であり、英語に直訳すると notarial record of experience などとなる。
契約公正証書が広く用いられる契約類型の一つに、不動産取引がある。ドイツでは、不動産所有権を譲り渡すこと又は譲り受けることを約束する契約は公正証書によらなければならない（民法311b条1項）。フランスでは、不動産登記所において公示される契約は公署方式 forme authentique によらなければならず（1955年1月4日のデクレ第55-22号4条1項）、公署方式の大部分は公正証書である。ブラジルでは、不動産所有者が他人に所有地の使用権を設定するには、公正証書により契約し、不動産登記所で登記しなければならない（民法1369条1項）。日本では、事業用定期借地権を設定する契約は、公正証書によらなければならない（借地借家法23条）。
日本（民事執行法22条5号）やドイツ（民事訴訟法794条5号）では、一定の様式の契約公正証書に基づく権利であれば、裁判所の判決がなくても強制執行が可能になる。公正証書にこのような優遇を与える伝統は、シャルルマーニュの時代にまで遡ることができる。
遺言公正証書は、多くの法域で認められている（例えば、イタリアの民法典603条）。上述したとおり、遺言公正証書は公証人が遺言者の遺言内容を証明する文書であるため、遺言の有効性を争われるおそれが小さい。また、公正証書による遺言が他の方式による遺言と比較して一定の優遇を与えられていることも多い。例えば日本及び韓国では、他の方式による遺言とは異なり裁判所での検認が不要である（日本の民法1004条2項、韓国の民法1091条2項）。
事実実験公正証書という概念が用いられることが比較的多い法域は、日本である。日本では、特許権に対して先使用権 prior user rights で対抗できる範囲が比較的広いため、営業上の秘訣（ノウハウ）の出願公開を避けたいときは、時期の改ざんを疑われにくい方法で先使用の事実を証拠化することの費用対効果が高い。公証人は厳格な守秘義務を課せられ、裁判所からの信頼も厚いため、先使用の事実を目撃させるのに適すると考えられたのである。もっとも、日本以外の法域では、このような用途で公正証書を用いることはあまりないようである。